# لیوبوف باسووا
لیوبوف باسووا (انگلیسی: Lyubov Basova؛ زادهٔ ۱۶ ژوئیهٔ ۱۹۸۸) دوچرخه‌سوار اهل اوکراین است.وی همچنین از دوچرخه‌سواران بازی‌های المپیک تابستانی ۲۰۱۲ و ۲۰۱۶ بوده است.
وی در مسابقات کشوری و بین‌المللی در مجموع برندهٔ ۹ مدال طلا، ۶ مدال نقره، ۵ مدال برنز شده‌است.